# János Nehadoma
János Nehadoma (ur. 20 sierpnia 1901 (według innych źródeł 12 września 1910) w Budapeszcie, data śmierci nieznana) – węgierski piłkarz i trener piłkarski.

## Kariera piłkarska
Swoją karierę rozpoczął w 1925 w AC Pistoiese. W klubie tym spędził dwa lata, po czym wyjechał do Stanów Zjednoczonych. Pod koniec sezonu 1927/1928 podpisał kontrakt z Brooklyn Wanderers. Do końca sezonu wystąpił w siedmiu meczach strzelając tyle samo goli. W następnym sezonie w 48 występach zdobył 43 bramki, dzięki czemu ex aequo z Wernerem Nilsenem został królem strzelców. Jesienią 1929 przeszedł do Brooklyn Hakoah, w którym zagrał 5 spotkań strzelając 7 goli. Wiosną 1930 wrócił do Wanderers (13 meczów, 5 bramek). Łącznie w Stanach Zjednoczonych wystąpił w 105 pojedynkach i zdobył 80 goli. W 1931 ponownie trafił do Pistoiese, dla którego zagrał w 13 meczach i strzelił 5 bramek. W lutym 1932 został naturalizowanym Włochem i rozpoczął występy jako Giovanni Nekadoma. W tym samym roku trafił do Livorno, dla którego w 32 spotkaniach zdobył 26 goli. Po roku gry w Livorno przeszedł do grającej w Serie A Fiorentiny. Przez trzy lata gry wystąpił w 53 meczach, w których strzelił 12 bramek. W 1936 przeniósł się do grającej jeden poziom rozgrywkowy niżej Modeny, gdzie pełnił funkcję grającego trenera. Po 7 pojedynkach zakończonych 1 golem zakończył karierę.

## Kariera trenerska
Karierę trenerską zaczął w 1937 w Mantovie. Prowadził ją przez sezon, po czym przeniósł się do Triestiny. Po sezonie trafił do Spezii, którą trenował przez dwa sezony. W latach 1941–1945 był szkoleniowcem Atalanty BC. Na stanowisku trenera zastąpił go Giuseppe Meazza. Od 1945 do 1947 prowadził Bari, a następnie ponownie Mantovę. W latach 1955–1956 był trenerem Ternany.